# Benasau
Benasau è un comune spagnolo situato nella comunità autonoma Valenciana.